# Сутичка в хуртовині
«Сутичка в хуртовині» (рос. «Схватка в пурге») — радянський чорно-білий художній фільм 1977 року, режисера Олександра Гордона.

## Сюжет
Події відбуваються на одному з північних будівництв. Рейсовий автобус, що прямував в аеропорт, захоплюють два збройних бандита, які беруть жінку, як заручницю. Начальник будівництва Глухов (Леонід Марков), що знаходиться в автобусі, дає мужню відсіч бандитам.

## У ролях
| Актор              | Роль                 |
| ------------------ | -------------------- |
| Леонід Марков      | Глухов               |
| Валентин Гафт      | Чужинець             |
| Костянтин Захаров  | Максуд               |
| Віктор Павлов      | Федір Ігнатенко      |
| Ніна Попова        | Галина               |
| Геннадій Корольков | Ігор Лужин           |
| Сергій Яковлєв     | прокурор             |
| Олег Анофрієв      | шофер Міша           |
| Вадим Вільський    | відвідувач ресторану |
| Григорій Маліков   | Роман                |
| Олександр Пятков   | Микола               |
| Владлен Паулус     | спільник Чужака      |
| Станіслав Міхін    | робітник             |

## Знімальна група
- Автор сценарію:  Володимир Кузнецов
- Режисер:  Олександр Гордон
- Оператор:  Михайло Біц
- Композитор:  Микола Сидельников
- Художник по костюму:  Валентин Перельотов